# Frontbogen

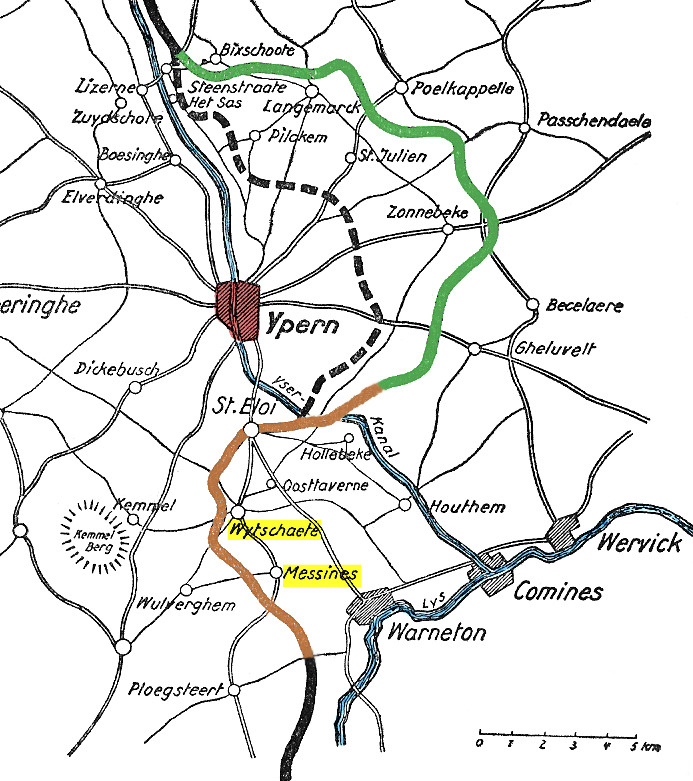
Der Ypernbogen (grün) um Ypern, südlich anschließend der Wytschaete-Bogen (braun), 1915

Ein Frontbogen oder ~bogen (z. B. Ypernbogen und Wytschaete-Bogen) oder auch eine Frontausbuchtung oder Frontvorsprung, (englisch Salient, französisch Saillant) ist eine Ausbuchtung der militärischen Front in feindliches Gebiet (bzw. umgekehrt).
Ein Frontbogen wird vom Feind auf drei Seiten umgeben. Er kann die Vorstufe einer Einkesselung sein. Eine drohende Einkesselung ist gegeben, sobald gegnerische Einheiten die den Frontbogen haltende Truppe vorn binden und an den Flanken vorrücken (vgl. Frontausbuchtung im großen Donbogen als Voraussetzung für die Schlacht von Stalingrad).
Ein probates Mittel, der Einkesselung zu entgehen, wäre in diesem Fall der geordnete Rückzug im Rahmen einer Frontbegradigung. Ein Frontvorsprung kann aber auch nach einem Angriff und Durchbruch durch die Front selbst, wenn er entsprechend einschwenkt oder an mehreren Stellen stattfindet, zur Einkesselung feindlicher Kräfte führen.
Grundsätzlich verlängern ein Frontbogen oder mehrere dieser Ausbuchtungen die Frontlänge. sie binden auf beiden Seiten mehr Kräfte als bei einer geraden Front. In Einzelfällen kann es vorteilhaft sein, einen Frontbogen trotz seiner Nachteile zu halten, wenn z. B. dadurch eine Schlüsselposition besetzt bleibt.